# Thomas Regehly

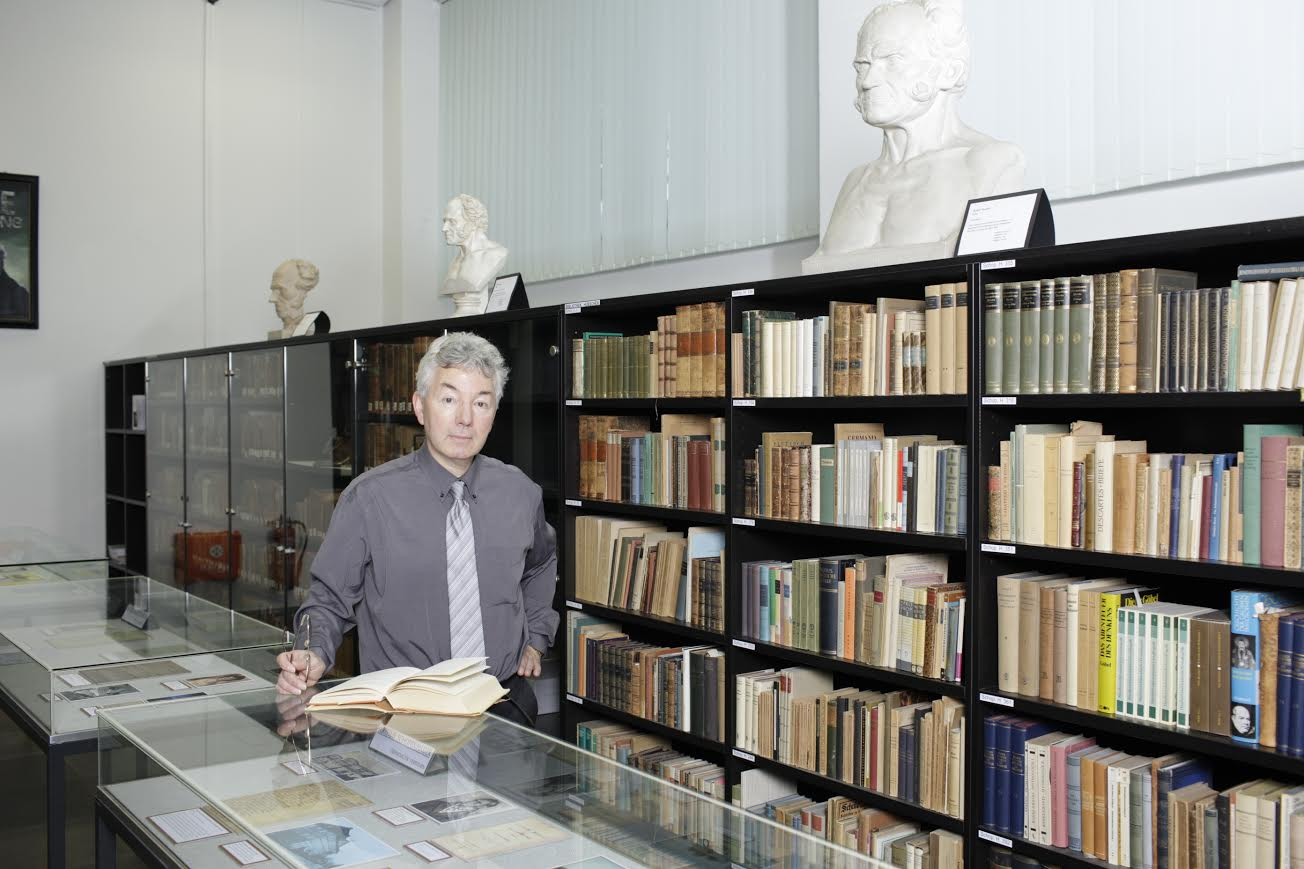
Thomas Regehly im ehemaligen Schopenhauer-Archiv, 2014

Thomas Regehly (* 28. Juni 1956 in Cloppenburg) ist ein deutscher Philosoph, Archivar der Schopenhauer-Gesellschaft und Präsident der Internationalen Jakob Böhme Gesellschaft.

## Leben
Thomas Regehly absolvierte das humanistische Humboldt-Gymnasium in Wilhelmshaven und legte das Große Latinum und Graecum ab. An der Eberhard Karls Universität Tübingen studierte Regehly neben Griechisch und Soziologie auch Philosophie, vor allem bei dem Gadamer-Schüler Walter Schulz. Nach dessen Emeritierung wechselte Regehly 1978 nach Frankfurt und studierte Klassische Philologie bei Ada Neschke und Harald Patzer, an dessen Homer-Kolloquium er teilnahm, Philosophie bei Alfred Schmidt und Soziologie, insbesondere empirische Sozialforschung und Religionssoziologie, bei Ulrich Oevermann und Hansfried Kellner, sowie Germanistik bei Norbert Altenhofer.
Thomas Regehly wurde 1991 mit seiner Doktorarbeit Hermeneutische Reflexionen über den Gegenstand des Verstehens promoviert. Diese Studie versucht, die unterschiedlichen hermeneutischen Ansätze in den Bereichen der Philosophie, Soziologie, Geschichtswissenschaft und Literatur bzw. Philologie im Ausgang von einer „Hermeneutik der Faktizität“ (Heidegger) systematisch zu erfassen und in ihrer Eigenart darzustellen.
Seit 1992 unterrichtet er als Dozent an der Jüdischen Volkshochschule Frankfurt a. M., der Nachfolgeeinrichtung des von Martin Buber und Franz Rosenzweig gegründeten Jüdischen Lehrhauses.
Als Leiter der Ortsvereinigung Frankfurt a. M. der Schopenhauer-Gesellschaft und des mit Pietro Lauro (Palermo) gegründeten Philosophischen Kolloquiums: Kritische Theorie (Reihe: Frankfurt Benjamin-Vorträge, seit 1988) organisiert er unter dem Label DENKRAUM Vorträge und Veranstaltungen zu Literatur, Kunst und Philosophie. Außerdem hält Regehly Vorträge im In- und Ausland (Argentinien, USA, UK, Irland, Israel, Griechenland, Italien, Spanien, Belgien, Niederlande, Luxemburg, Schweiz, Polen, Kroatien, Armenien, Aserbaidschan, Indien, China, Japan).
Er ist verheiratet und hat 3 Kinder.

## Mitgliedschaften
- Vorstandsmitglied und Archivar der Schopenhauer-Gesellschaft[2]
- Stellvertretender Sprecher der Internationalen Philipp Mainländer-Gesellschaft[4]
- Präsident der Internationalen Jakob Böhme Gesellschaft[5]
- Vorstandsmitglied und Schatzmeister der Rhein-Main-Vokalisten[6]
- Mitglied des Jacob-Böhme-Beirates der Stadt Görlitz

## Schriften
Als Autor:
- Zwei unveröffentlichte Briefe Friedrich Schlegels aus seiner Frankfurter Zeit, in: Jahrbuch der Deutschen Schillergesellschaft XXXII (1988), S. 9–27.
- Quellen und Dokumente. Der „Atheist“ und der „Theologe“. Schopenhauer als Hörer Schleiermachers, in: 71. Band des Jahrbuches der Schopenhauer-Gesellschaft, Frankfurt am Main: Verlag Waldemar Kramer 1990.
- Übersicht über die „Heideggeriana“ im Herbert Marcuse-Archiv der Stadt- und Universitätsbibliothek in Frankfurt am Main, in: Heidegger-Studies 7 (1991), S. 179–209.
- Schopenhauer, der Weltbuchleser, in: 73. Band des Jahrbuches der Schopenhauer-Gesellschaft, Frankfurt am Main: Verlag Waldemar Kramer 1992, S. 79–90.
- Hermeneutische Reflexionen über den Gegenstand des Verstehens, in: Philosophische Texte und Studien. Bd. 31, Hildesheim 1992.
- „Kannitverstan“ – Benjamin, Hebel und die Hermeneutik, in: Lorenz Jäger, Thomas Regehly (Hrsg.): „Was nie geschrieben wurde, lesen“ – Frankfurter Benjamin-Vorträge, Bielefeld: Aisthesis-Verlag 1992, S. 59–95.
- „Vom Geist des Buchstabens“ – Walter Benjamin und das Lesen, in: Thomas Regehly et al. (Hrsg.): Text-Welt – Karriere und Bedeutung einer grundlegenden Differenz, Giessen: Fokus-Verlag 1993, S. 157–174.
- Ein „gereinigter Begriff von Sprache“. Zur Intention der frühen Sprachtheorie Walter Benjamins, in: Thomas Regehly (Hrsg.): Namen, Texte, Stimmen; Stuttgart: Verlag der Kath. Akademie Rottenburg 1994, S. 61–89.
- Näheres zum „sofern“ – Überlegungen zu W. Benjamins Sprachaufsatz von 1916, in: Klaus Garber, Ludger Rehm (Hrsg.): global benjamin – Internationaler Walter-Benjamin-Kongreß 1992, München: W. Fink, 1999, Band I, S. 331–343.
- „Die Welt ist ohne Sprache.“ Bemerkungen zur Sprachkritik Gustav Landauers, ihren Voraussetzungen und Konsequenzen, in: Leonhard M. Fiedler, Renate Heuer, Annemarie Taeger-Altenhofer (Hrsg.): Gustav Landauer (1870–1919). Eine Bestandsaufnahme zur Rezeption seines Werks, Frankfurt a. M.: Campus 1995, S. 219–245.
- Auf den Spuren Schopenhauers in Frankfurt am Main, in: Schopenhauer und Frankfurt am Main – Begleitheft zur Ausstellung in der Stadt- und Universitätsbibliothek Frankfurt a. M. vom 15.11.-18.12.1994, S. 25–34.
- „Stürmische Bekenntnisse“ – Gustav Landauers literarische Arbeiten, in: Hanna Delf, Gert Mattenklott (Hrsg.): Gustav Landauer im Gespräch. Symposion zum 125. Geburtstag, Niemeyer: Tübingen 1997, S. 11–23.
- Plutarch, Zwei Traktate vom Fleischessen (Übersetzung aus dem Griechischen), in: Heike Baranzke, Franz-Theo Gottwald, Hans Werner Ingensiep (Hrsg.): Leben – Töten – Essen: Anthropologische Dimensionen, Stuttgart/Leipzig: Hirzel 2000, S. 138–149.
- Blick und Gegenblick – Walter Benjamins Konzeption der Aura, in: Hans Zitko (Hrsg.): Kunst und Gesellschaft – Beiträge zu einem komplexen Verhältnis, Heidelberg. Kehrer Verlag 2000, S. 199–212.
- Historische und erfüllte Zeit – Walter Benjamins Kritik an Heideggers Antrittsvorlesung über den „Zeitbegriff in der Geschichtswissenschaft“ (1916), in: Norbert Lesniewski, Ewa Nowak-Juchacz (Hrsg.): Die Zeit Heideggers, Frankfurt a. M. etc.: P. Lang, 2002, S. 141–152.
- Katastrophenbrüder. Thomas Manns „Bruder Hitler“, in: Harald Hillgärtner, Thomas Küpper (Hrsg.): Medien und Ästhetik – Festschrift für Burkhardt Lindner, Bielefeld: transcript-Verlag, 2003, S. 214–226.
- „Wer erinnert sich?“, Vorbemerkung zu Walter Henn – Arbeiten 2006 (Katalog zur Ausstellung im „Kunstraum dreizwanzig Köln“, 5.5.-4.6.2006), Darmstadt 2006.
- Das Weltgedicht im Kleiderschrank – Schopenhauer und Nietzsche in den frühen Werken Thomas Manns, in: Marta Kopij, Wojciech Kunicki (Hrsg.): Nietzsche und Schopenhauer – Rezeptionsphänomene der Wendezeit, Leipzig: Leipziger Universitätsverlag 2006, S. 103–112.
- Walter Benjamin – Schriften zur Jugend, in: Burkhardt Lindner (Hrsg.): Benjamin-Handbuch. Leben – Werk – Wirkung, Stuttgart u. Weimar: Verlag J. B. Metzler 2006, S. 107–118.
- Schopenhauer und Siddharta, in: Jochen Stollberg (Hrsg.): „Das Tier, das du jetzt tötest, bist du selbst …“ – Arthur Schopenhauer und Indien, Frankfurt a. M.: Klostermann-Verlag, S. 135–162 (Frankfurter Bibliotheksschriften Band 13, 2006). (online [PDF])
- „Ardor, der Lichtkämpfer“ – Gnostisches in den frühen Schriften Walter Benjamins, in: Böhme-Studien Band 1, hrsg. v. G. Bonheim und P. Kattner, Berlin Weißensee-Verlag 2007, S. 125–143.
- Schopenhauer, Buddha und Kamadamana oder die Realisierung des Mythischen in Thomas Manns Novelle „Die vertauschten Köpfe“, in: Matthias Koßler (Hrsg.), Schopenhauer und die Philosophien Asiens, in der Reihe Beiträge zur Indologie, hg. v. Konrad Meisig, Band 42, Wiesbaden 2008, S. 91–105. (Auf Englisch unter dem Titel Schopenhauer, Buddha and Kamadamana – The Problem of Suffering and Redemption in Thomas Mann’s Novel “The Transposed Heads” in: Arati Barua (Ed.): Schopenhauer & Indian Philosophy – A Dialogue between India and Germany, New Delhi: 2008, p. 190–202.)
- Ludger Lütkehaus (Abi 1963) zum 65. Geburtstag, in: Verein der Ehemaligen des Clemens-August-Gymnasiums Cloppenburg, Mitteilungsblatt. Heft 34. Oktober 2008, S. 6 ff. (online [PDF])
- Fabula docet. Vom Oupnek’hat über Irenäus zu Böhme, Schelling und Schopenhauer, in: Günther Bonheim, Thomas Regehly (Hrsg.), Philosophien des Willens – Böhme, Schopenhauer, Schelling. Böhme-Studien Band 2, Berlin: Weißensee-Verlag 2008, S. 81–104. (online [PDF])
- Rolf Kissel. Rede zur Eröffnung der Ausstellung in der Galerie Leßmann & Lenser, Aschaffenburg, in: Rolf Kissel, In der Zeit sein – Arbeiten im Dialog, Frankfurt a. M. 2009, S. 62–66.
- Der Eremit in Gesellschaft, in: Michael Fleiter (Hrsg.), Die Wahrheit ist nackt am schönsten – Arthur Schopenhauers philosophische Provokation, Frankfurt a. M.: Societäts-Verlag 2010, S. 21–27.
- Wohltat oder Fessel? – Schopenhauer und die zwei Seiten der Religion, in: Michael Fleiter (Hrsg.), Die Wahrheit ist nackt am schönsten – Arthur Schopenhauers philosophische Provokation, Frankfurt a. M.: Societäts-Verlag 2010, S. 183–189.
- Los ropajes de la verdad: Schopenhauer y la ambivalencia de la religion, in: Faustino Oncina (Ed.), Schopenhauer en la historia de las ideas, Madrid: Plazy y Valdes Editores 2011, S. 221–247.
- „The Ancient Rhapsodies of Truth“ – Arthur Schopenhauer, Friedrich Max Müller and the Hermeneutics, in: Arati Barua, Michael Gerhard, Matthias Koßler (Eds.), Understanding Schopenhauer through the Prism of Indian Culture – Philosophy, Religion and Sanskrit Literature, Berlin/Boston: de Gruyter 2012, S. 63–94.
- Laudatio zur Verleihung der Ehrenmitgliedschaft der Schopenhauer-Gesellschaft an den Künstler Frank Grüttner (Frankfurt a.M.), in: 92. Schopenhauer-Jahrbuch 2011, S. 248–252. (online [PDF])
- Der mystische Arbeiter. Ernst Jünger und die Meisterung der Welt durch Technik, in: Günther Bonheim, Thomas Regehly (Hrsg.), Mystik und Totalitarismus. Böhme-Studien Band 3, Berlin 2013, S. 165–197.
- Recension von Hans-Joachim Friedrich, Der Ungrund der Freiheit im Denken von Böhme, Schelling und Heidegger, in: Günther Bonheim, Thomas Regehly (Hrsg.), Mystik und Totalitarismus. Böhme-Studien Band 3, Berlin 2013, S. 221–231.
- Die Berliner Vorlesungen: Arthur Schopenhauer als Dozent, in: Daniel Schubbe, Matthias Koßler (Hrsg.), Schopenhauer-Handbuch, Leben-Werk-Wirkung, Stuttgart/Weimar: Metzler 2014, S. 171–180; 2. überarbeitete und erweiterte Auflage 2017.
- Geleitwort, in: Arthur Schopenhauer, Spicilegia. Philosophische Notizen aus dem Nachlass. Herausgegeben von Ernst Ziegler unter Mitarbeit von Anke Brumloop und Manfred Wagner, München: C. H. Beck-Verlag 2015, S. 7–10.
- Recension von Jutta Georg-Lauer, Nietzsches Denken im Spiegel seiner Korrespondenz. Ausgewählte Briefe von und an Friedrich Nietzsche aus den Jahren 1865-1889 mit Kommentaren und Exkursen, in: Nietzsche-Studien Band 22, Berlin 2015, S. 282–286.
- Laudatio zur Verleihung der Ehrenmitgliedschaft der Schopenhauer-Gesellschaft an Ludger Lütkehaus (Frankfurt a.M.), in: 96. Schopenhauer-Jahrbuch 2015, S. 15–27.
- „Licht aus dem Osten“ – Wechsellektüren im Zeichen des Westöstlichen Divans und anderer Werke Goethes und Schopenhauer, in: Daniel Schubbe, Soren Fauth (Hrsg.): Schopenhauer und Goethe. Biographische und philosophische Perspektiven, Hamburg: Meiner 2016, S. 59–97.
- Andere Morgenröten, in: Günther Bonheim, Thomas Regehly (Hrsg.): Morgenröte im Aufgang. Beiträge einer Tagung zum 400. Jahrestag der Entstehung von Böhmes Erstschrift, Böhme Studien 4, Berlin 2017, S. 145–163.
- Compassion and Solidarity in Schopenhauer and the Upanishads, in: Arati Barua (Ed.), Schopenhauer on Self, World and Morality. Vedantic and non-vedantic Perspectives, Singapore: Springer 2017, S. 95–105.
- Schopenhauer und die Deutung der Existenz. Zur Einleitung des Bandes, in: Thomas Regehly, Daniel Schubbe (Hrsg.): Schopenhauer und die Deutung der Existenz. Perspektiven auf Phänomenologie, Existenzphilosophie und Hermeneutik, Stuttgart: Metzler 2017, S. 1–7.
- „Niemand versteht zur rechten Zeit“ – Schopenhauer, Goethe und die Hermeneutik, in: Thomas Regehly, Daniel Schubbe (Hrsg.), Schopenhauer und die Deutung der Existenz. Perspektiven auf Phänomenologie, Existenzphilosophie und Hermeneutik, Stuttgart: Metzler 2017, S. 171–192.
- Philia and Arete in the Nicomachean Ethics, in: Konstantine Boudouris, Kostas Dimitracopoulos (Editors), The World Congress of Philosophy: The Philosophy of Aristotle, Athens 2018, S. 196–201. (online [PDF])
- Frank Grüttner in memoriam (gestorben am 1. Mai 2019), in: 100. Schopenhauer-Jahrbuch 2019, S. 11 f.
- Von Ufer zu Ufer – Schopenhauer und die Theologia Deutsch, in: Jacob Böhme-Studien Band 5, S. 121–147.
- Märchenhaftes zu Hitze und Kälte: 3 Kurzvorträge zur Luminale 2020 (15. März 2020, Johanniskirche Offenbach, Konzert der Rhein-Main-Vokalisten mit Liedern zu „heißen“ und „kalten“ Tönen, 20:00 Uhr). (online [PDF])
- „Licht“ in Goethes Westöstlichem Divan: Feuerbrand, Kerzenlicht, Mond und Sterne – 3 Kurzvorträge zur Luminale 2018 (20. März 2018, Johanniskirche Offenbach). (online [PDF])
- „Auslegung“ in: Daniel Schubbe, Jens Lemanski (Hrsg.), Schopenhauer-Lexikon, Paderborn 2021, S. 62 f.
- „Satz vom Grund“ in: Daniel Schubbe, Jens Lemanski (Hrsg.), Schopenhauer-Lexikon, Paderborn 2021, S. 227.
- Das „Bindeglied zweier Welten“ – Schopenhauer in Frankfurt am Main, in: Dieter Birnbacher, Matthias Koßler (Hrsg.), Das Hauptwerk – 200 Jahre Arthur Schopenhauers De Welt als Wille und Vorstellung. Akten des Jubiläumskongresses der Schopenhauer-Gesellschaft Frankfurt am Main vom 23. bis 26. Oktober 2019, Würzburg: Königshausen und Neumann, 2022, S. 459–475.
- „Ultra crepidam!“ – Ein Schuster im Athenäum und frühromantische Nachtwachen in Erwartung der Morgenröte; in: Mystik und Romantik (s. o.), S. 295–332.
- Schopenhauer und der Traum der Welt / Schopenhauer and the dream of the world, in: Voluntas Revista Internacional de Filosofia, Santa Maria, v.xx,exx, 2021. doi:10.5902/217937867455.
- „Der Weg führt nach innen!“ – Schopenhauer und die Romantik, in: Yoichiro Takahashi, Takao Ito, Tsunafumi Takeuchi (Hrsg.), Das neue Jahrhundert Schopenhauers. Akten des Internationalen Forschungsprojekts anläßlich des 200. Jubiläums von Die Welt als Wille und Vorstellung 2018–2020, Würzburg: Königshausen und Neumann, 2022, S. 91–121.
- Jacob Böhmes Melancholie – Bericht von der Tagung der IJBG in Görlitz, in: ALG-Umschau (https://www.jacob-boehme.org/index.php/verein/193-arbeitsgemeinschaft-literarischer-gesellschaften-alg)
- „Riesenbrüderliches“: Schopenhauer liest Goethes West-östlichen Divan, in: Thomas Regehly (Hrsg.), Schopenhauer in Goethes Weimar – „Ob nicht Natur zuletzt sich doch ergründe?“ Frankfurt a. M.: edition Faust, 2023, S. 162–215.
- Zur Einführung, in: Thomas Regehly (Hrsg.), Schopenhauer in Goethes Weimar – „Ob nicht Natur zuletzt sich doch ergründe?“ Frankfurt a. M.: edition Faust, 2023, S. 11–18.
- Erläuterung von Goethes „Zettel“, in: Thomas Regehly (Hrsg.), Schopenhauer in Goethes Weimar – „Ob nicht Natur zuletzt sich doch ergründe?“ Frankfurt a. M.: edition Faust, 2023, S. 309–319.
- Schopenhauer dreams and saves himself to Frankfurt a.M. – Dreams as escape helpers from the pandemic, in: Stephan Atzert et al. (Hg.), in print.
- Böhme für alle! – Aktivitäten im Jubiläumsjahr [2024], in: ALG-Umschau Nr. 70, März 2024, S. 24–27.
- Gelassenheitsbilder. Einige Notizen zur Ausstellung der TEXTBILDER zu Jacob Böhmes Theosophischen Schriften in der Gichtelschen Ausgabe von 1682; in: Von der wahren Gelassenheit (s. o.), S. 155–177.

Als Herausgeber:
- Lorenz Jäger, Thomas Regehly (Hrsg.), Was nie geschrieben wurde, lesen, Bielefeld: Aisthesis 1992.
- Thomas Regehly (Hrsg.), Text – Welt: Karriere und Bedeutung einer grundlegenden Differenz, Gießen: Focus-Verlag 1993.
- Thomas Regehly (Hrsg.), Namen, Texte, Stimmen: Walter Benjamins Sprachphilosophie, Stuttgart: Akad. der Diözese Rottenburg-Stuttgart 1993.
- Thomas Regehly (Hrsg., mit Matthias Jung), Martin Heidegger Gesamtausgabe. Bd. 60: Abt. 2, Freiburger Vorlesungen, Phänomenologie des religiösen Lebens Teil 1: Einleitung in die Phänomenologie der Religion (Wintersemester 1920/21), Frankfurt am Main: Vittorio Klostermann 1995, überarbeitete Auflage 2011.
- Günther Bonheim/Thomas Regehly (Hrsg.), Philosophien des Willens: Böhme, Schelling, Schopenhauer, Böhme-Studien Band 2, Berlin: Weißensee-Verlag 2008.
- Thomas Regehly (Hrsg.), Martin Heidegger Gesamtausgabe. Bd. 74: Abt. 3, Unveröffentlichte Abhandlungen, Vorträge – Gedachtes., Zum Wesen der Sprache und zur Frage nach der Kunst, Frankfurt am Main: Vittorio Klostermann 2010.
- Günther Bonheim/Thomas Regehly (Hrsg.), Mystik und Totalitarismus, Böhme-Studien Band 3, Berlin: Weißensee-Verlag 2013.
- Thomas Regehly/Daniel Schubbe (Hrsg.), Schopenhauer und die Deutung der Existenz: Perspektiven auf Phänomenologie, Existenzphilosophie und Hermeneutik, Stuttgart: J.B. Metzler Verlag 2016.
- Günther Bonheim/Thomas Regehly (Hrsg.), Morgenröte im Aufgang. Beiträge einer Tagung zum 400. Jahrestag der Entstehung von Böhmes Erstschrift. Böhme-Studien Band 4. Beiträge zu Philosophie und Philologie, Berlin: Weißensee-Verlag 2017.
- Mystik aus Frankfurt. Die Theologia Deutsch, in: Jacob Böhme Studien, 5. Band. Herausgegeben im Auftrag der Internationalen Jacob-Böhme-Gesellschaft von Günther Bonheim und Thomas Regehly, Berlin 2020.
- Günther Bonheim, Thomas Isermann, Thomas Regehly (Hrsg.), Mystik und Romantik – Rezeption und Transformation eines religiösen Erfahrungsmusters. Mit einem Themenschwerpunkt zu Jacob Böhme, Leiden 2022 (Studies in Mysticism, Idealism, and Phenomenology. Edited by Andreìs Quero-Sanchez (Universität Regensburg) and Ben Morgan (University of Oxford), Volume 02).
- Thomas Regehly (Hrsg.), Schopenhauer in Goethes Weimar – „Ob nicht Natur zuletzt sich doch ergründe?“ Frankfurt a. M.: edition Faust, 2023.
- Jacob Böhme und die wahre Gelassenheit. Böhme-Studien 6. Hg. im Auftrag der Internationalen Jacob-Böhme-Gesellschaft von Günther Bonheim u. Thomas Regehly, Berlin: Weißensee-Verlag, 2024